# 維什瓦拉鄉 (比霍爾縣)
47°23′00″N 22°27′00″E / 47.3833°N 22.45°E
維什瓦拉鄉（羅馬尼亞語：Comuna Viișoara, Bihor），是羅馬尼亞的鄉份，位於該國西北部，由比霍爾縣負責管轄，面積43平方公里，海拔高度207米，2007年人口1,360，人口密度每平方公里32人。